# 破坏性实验
破坏性实验（Breaching experiment）在社会学和社会心理学领域是一种用于观察人们对日常生活中被广泛接受的社会规范或规则遭到打破时所做出反应的实验方法。该实验通常被认为是民族志方法论（ethnomethodology）的一部分，最早由社会学家哈罗德·加芬克尔（Harold Garfinkel）提出并实践。破坏性实验的核心是研究者有意识地表现出“出乎意料”的行为，即故意违反某种社会规范，随后观察人们对此类行为的各种反应，并进一步分析支撑这些反应背后的社会结构。 这种对社会规范及其被违反时所引发反应的研究，已经逐渐从社会学扩展到社会心理学等多个社会科学领域，成为一种跨学科的研究方法。
这种方法的基本假设是：人们在日常生活中不断地“建构”社会互动的规则，但他们往往并未意识到这一过程。 社会学家欧文·戈夫曼（Erving Goffman）的理论为研究日常社会意义与行为规范的构建方式奠定了基础，尤其是通过打破那些未被明说但被广泛接受的潜在规则来进行分析。加芬克尔进一步在戈夫曼的基础上发展出民族志方法论，作为一种定性的社会研究方法。此后，在1970至1980年代，著名的社会心理学家斯坦利·米尔格拉姆（Stanley Milgram）也设计了两个实验，用来观察和量化人们在面对社会规范被违反时的反应，从而以实证方式深入分析这些反应的社会心理机制。

## 欧文·戈夫曼论社会互动
社会学家欧文·戈夫曼（Erving Goffman）在社会互动领域发表了两部具有奠基意义的著作，分别是1963年的《公共场所中的行为》（Behavior in Public Places）以及1971年的《公共关系：关于公共秩序的微观研究》（Relations in Public: Microstudies of the Public Order）。他在这些研究中借鉴了自己早期对精神病院患者以及其他被污名化群体的观察，指出人们在日常互动中遵循的许多规则常常是被视为理所当然的；而当这些规则被打破时，所引发的社会反应也格外值得关注。戈夫曼认为，几乎所有社会场合中最基本的一条规则就是：个体要“融入其中”。他将规范定义为一种行动指南，其背后有社会制裁或反应作为支撑——违反规范会受到惩罚，而遵守规范则往往会获得认可与奖励。
当个体违反社会规范时，人们通常会将这种行为归因于该个体本身的某种特质，例如认为此人可能身体有恙或精神异常。举例来说，如果一个人在公共场合自言自语，旁人很可能会默认其精神状态存在问题。戈夫曼进一步指出，社交聚会在组织社会生活中具有重要意义。他认为，每一个身处社交环境中的人都会关心与该场合行为相关的规则。当某人违反了某条不成文的规则时，即便该行为本身无害，旁人也可能据此判断该人“不值得信任”，担心其可能会利用某些情境牟利。因此，人们普遍会认为“遵守聚会规则对社会的良好运作至关重要”，而且这些规则往往被视为自然的、不可侵犯的和根本正确的。

## 哈罗德·加芬克尔与“让日常场景变得可见”
哈罗德·加芬克尔（Harold Garfinkel）认为，社会中的每一个成员在面对社交情境时，都会依赖一套被称为“背景预期”（background expectancies）的规则来进行判断与行动。然而，这些预设规则往往是难以明确表达出来的，人们通常并不清楚自己具体依据哪些规范在行动。 加芬克尔提出，要让这些隐藏的预设变得更加可见，一种有效的方法是以“局外人”的身份去看待日常生活中的常规场景。例如，在一段对话结束时说“你好”，就是一种对互动常规的反转。虽然“破坏性实验”这一术语是基于加芬克尔的方法衍生而来，但他本人强调，这种做法更准确地应被视为一种“展示”而非严格意义上的实验——其目的是通过制造互动混乱，揭示我们在日常活动中所依赖的社会结构是如何被建构并维系的。
这些“日常场景”可以发生在家庭、学校或职场等熟悉环境中。加芬克尔曾布置给研究生的一项任务，就是在与家人或朋友进行普通对话时，不断提出澄清性的问题，从而挑战日常理解的稳定性。
以下是加芬克尔在其著作《民族志方法论研究》（Studies in Ethnomethodology）中引用的一个案例（案例二）：
S：嗨，雷伊。你女朋友最近感觉怎么样？
E：你说的“感觉怎么样”是什么意思？是指身体还是心理？
S（他看上去有点不悦）：我的意思就是她感觉怎么样？你怎么回事啊？
E：没事。你再解释清楚点，你到底是啥意思？
S：算了吧。你医学院的申请进展得怎么样？
E：你说的“怎么样”是指啥意思？
S：你明白我的意思的！
E：我真的不明白。
S：你怎么回事？你生病了吗？
上述对话是一个以人际沟通形式展开的破坏性实验。当朋友之间原本理应存在的言语理解被刻意破坏时，对方往往会表现出困惑甚至恼怒的情绪。加芬克尔还设计了其他一系列类似的实验，多数由他的学生亲自执行：
- 学生被要求回到自己的家庭中，并以“房客”的视角观察家人。许多学生发现这项任务非常困难，因为以“外人”的眼光来看待亲人，往往会与他们平日对家庭的直觉认知（如家中争吵频率）产生强烈冲突。一位学生甚至表示，自己“很高兴能回到那个‘真实的我’”。[9]
- 接着，学生被进一步要求不仅以房客视角观察家人，还要像真正的房客一样去行为处事。他们变得刻意疏离且礼貌，这导致家人表现出惊讶、困惑、震惊、焦虑、尴尬乃至愤怒。有些家庭成员甚至指责学生“刻薄、自私、冷漠、没有礼貌”。[10]
- 学生被要求在与他人对话时，假设对方所说的每一句话背后都藏有隐秘动机。这种怀疑式的对话引起了家人和朋友的强烈情绪反应，很多人感到受伤。而两位尝试与陌生人进行这种对话的学生则最终无法完成实验。[11]
- 学生参与一项评估活动，在评估他人之后，又被告知其他评估者对该人的评价结果。多数学生随后尝试调整或合理化自己最初的判断，以与他人观点达成某种一致。[12]
- 学生被要求在商店中对标价商品进行讨价还价。在接近店员之前，他们普遍感到紧张和焦虑，但当真正开始互动后，这种情绪明显减轻，并且不少学生对成功讲价的可能性感到意外。[13]
- 受试者在玩井字棋（tic-tac-toe）游戏时，实验者让他们先落子，然后将那枚棋子擦掉并移动到另一个格子后再进行回应。这种行为令受试者困惑不解，有人将其解读为性暗示、对自己智力的讽刺，或者实验者的无礼挑衅。最终，多数人都会要求对这种行为做出解释。[14]
- 在另一个实验中，受试者被要求在与人进行正常交流时，刻意站得非常非常近。这种超出正常社交距离的行为在没有其他异常行为的前提下，往往仍能引发对方的不适和困惑。[15]

加芬克尔要求学生将日常生活中那些看似理所当然的潜在理解视为问题本身加以研究。破坏性实验所揭示的，是社会现实的高度稳定性与韧性——因为当社会规范被打破时，人们往往会迅速作出反应，试图恢复正常秩序。这种恢复通常是通过将不寻常的情境重新诠释为熟悉且可理解的情境来实现的。社会学家普遍认为，个体应对这些“破坏”行为的方式，本质上反映了他们在日常生活中处理社会互动的基本方式。

## 社会心理学对破坏规范的研究路径
在此之后，社会心理学领域也借鉴了破坏性实验的理念，但通常将其称为“违反社会规范”（social norm breaking）。在这一方向上，最知名的研究来自社会心理学家斯坦利·米尔格拉姆（Stanley Milgram），他也因著名的“服从实验”而广为人知。其中一项研究发生在1970年代的纽约地铁上。实验人员在高峰期登上拥挤的列车，并向身体健康、正坐着的乘客提出请求，要求对方让出座位，却不提供任何解释。
另一项研究进行于1980年代，实验者观察人们在火车站购票排队时的反应：研究生实验人员插队到队伍前列，以此记录排队者对这一规范破坏行为的反应。 这些实验在方法论上延续了社会学中对规范破坏的研究思路，但在执行上更趋向量化分析。实验过程通常经过结构化设计，以便研究者可以系统地观察、记录和统计人们的反应类型与频率，从而获得更加实证的研究结果。 

### "关于维护社会规范：地铁中的实地实验"

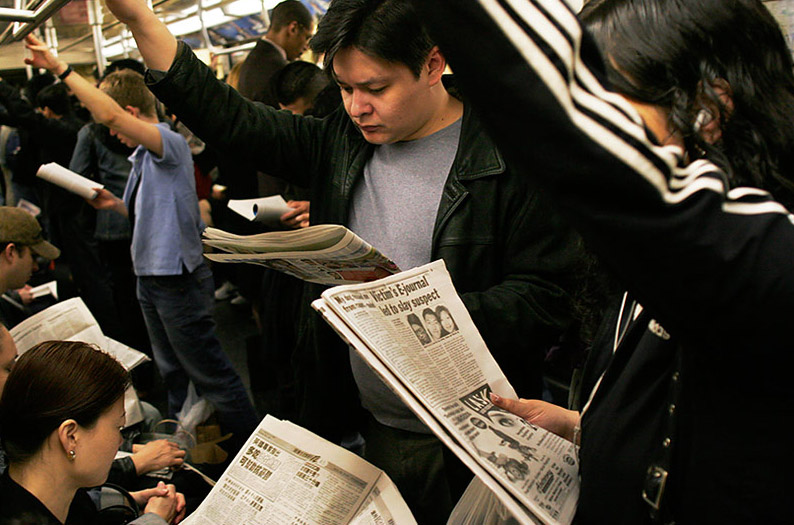
繁忙的纽约市地铁列车

米尔格拉姆将“剩余规则”定义为满足两个标准的规则：
1. 人们必须实质上同意这些规则。

2. 人们直到发生违反行为时才会注意到这些规则。
在纽约地铁这一公共场所中，有一条默认遵循的日常互动潜规则：座位按“先到先坐”的原则分配，且在人际距离极近的车厢内，人们通常不会主动与陌生人交谈。
实验者刻意打破了这一隐性规则，主动向乘客提出“让座”请求，并记录受试者的反应，包括是否同意让座的次数，以及被请求者在语言与肢体上的表现。实验共设置了三种情境：
1. 无理由请求条件：   实验者直接走向乘客，礼貌地说：“不好意思，我可以坐这个座位吗？”——但不提供任何理由。
2. 带解释的请求条件：   为了检验“是否因为乘客默认请求者有合理理由才愿意让座”，实验者在请求时补充说：“不好意思，我可以坐这个座位吗？我站着没法看书。”——通过这种说法，刻意给出一个轻微的借口，排除他人自行推断“有重要原因”的可能性。
3. 提前暗示请求的条件：   鉴于实验者认为“请求可能让乘客措手不及、反应不过来”，故在此条件中，两位实验者从不同的车门先进入地铁车厢，其中一位说：“不好意思，你觉得我去请人让座可以吗？”另一位则回应：“我不知道。”   ——此举旨在提前给车厢内的乘客一个心理预期，以便观察他们在已有准备下的反应差异。

| 条件                       | 没有理由 | 理由微不足道 | 被偷听的条件 |
| -------------------------- | -------- | ------------ | ------------ |
| 让出座位的受试者           | 56%      | 37.2%        | 26.8%        |
| 滑过去给实验者让位的受试者 | 12.3%    | 4.7%         | 9.8%         |
| 未让出座位的受试者         | 31.7%    | 58.1%        | 63.4%        |

实验者推测，在“无理由”请求条件中，受试者会通过“常规化”（normalization）来解释这种违反社会规范的行为，使其看起来不再是违规范行为。例如，乘客可能会这样合理化：“他可能是身体不舒服才来请求让座。”——这样的解释降低了行为带来的冲击感，使社会规范得以维持。而在第二种“轻微理由”条件中，由于请求者主动提供了一个看似微不足道的借口（如“我站着没法看书”），反而阻断了受试者自行进行合理化的过程。由于无法自行构建出“正当”的动机，乘客更难以接受请求，因此愿意让座的人显著减少。在第三种“提前听到”条件中，实验者推测，由于乘客提前听到了即将发生的请求内容，因此他们有了更充分的心理准备来拒绝请求，使反应变得更加理性或坚决。
实验还揭示了维持社会规范的另一个关键维度：破坏规范时个体的情绪反应。大多数实验者表示，在执行任务时感到极度不适，包括焦虑、紧张和尴尬。很多人站在受试者面前时甚至说不出口“请让座”这句话，最终不得不中途退出实验。有些实验者觉得自己成了车厢里被关注的焦点，甚至无法直视被请求者的眼睛。一旦成功让人让出座位，实验者又会产生“补偿心理”，觉得自己应该以某种方式**“表现出自己确实需要这个座位”，例如假装身体不适。米尔格拉姆指出，这种反应表明实验者其实是以“乘客”的社会角色在行动，而当他们打破了这个角色的隐性规范时，就会产生强烈的情绪冲击。这些强烈的情绪反应揭示出：人们对日常生活中社会常规的依附与维系，是多么根深蒂固。

### "对排队等候的干扰的反应"

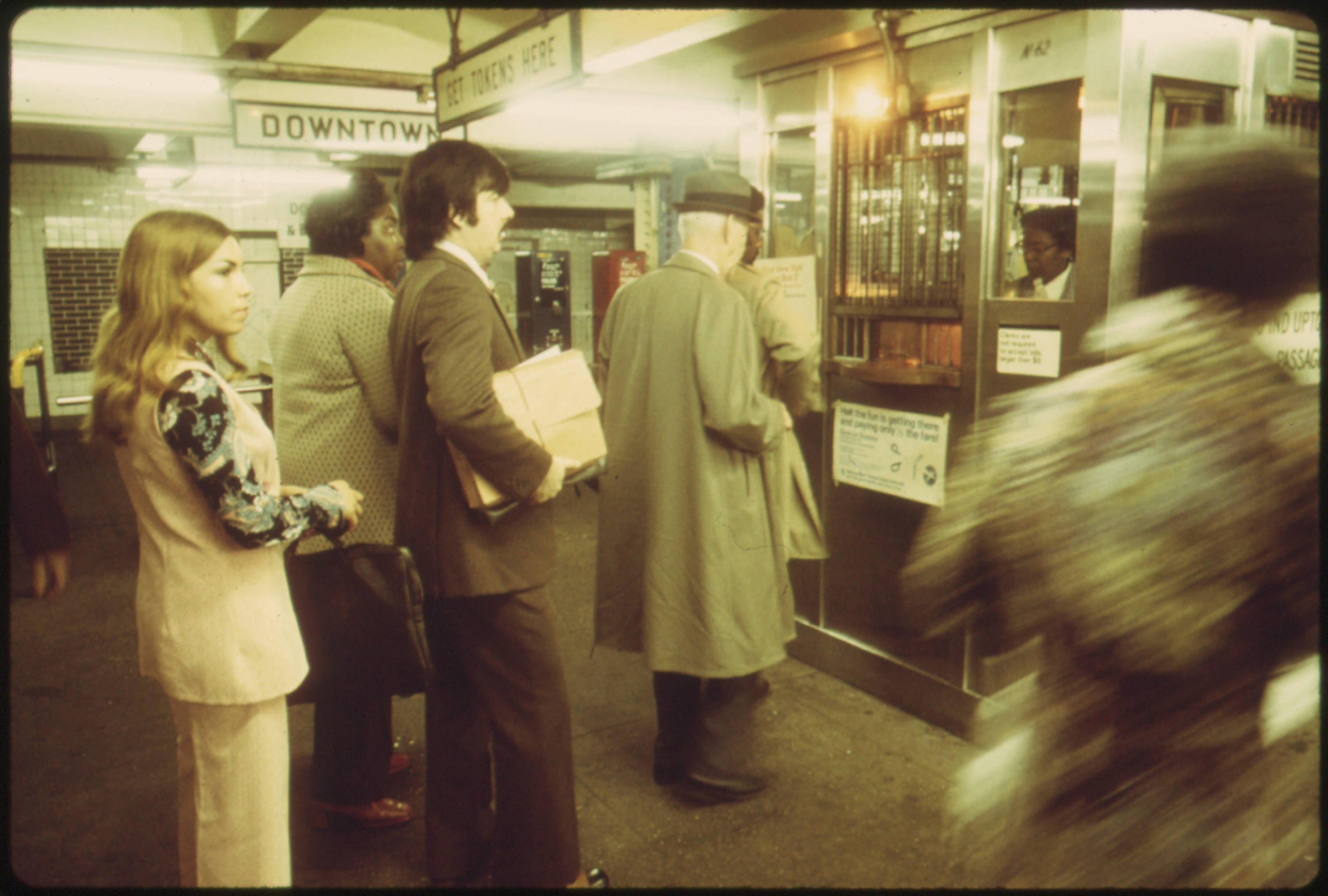
纽约地铁售票窗口前排队购票的情景，类似于斯坦利·米尔格拉姆（Stanley Milgram）在某项实验中故意插队以观察他人反应的场景。

斯坦利·米尔格拉姆（Stanley Milgram）主导的另一项破坏规范实验，旨在研究人们在排队等待时，对插队者的反应，这同样是一种对“先来先服务”原则的违背。实验的设计是在纽约市内多个自然形成的排队场所——如火车站售票窗口、赛马投注所等——由实验者直接插入队伍，并记录排队者的反应。共涉及129个排队现场，每个队伍平均约有6人。
实验者通常会选择站在队伍中第3人与第4人之间的位置，用平静语气说：“不好意思，我想插在这儿。” 在对方尚未回应之前，实验者便已面朝前方站入队列。如果插队者被明确要求离开，他们会立即退出队列；如果未被阻止，则会在队伍中停留约一分钟后自行离开。参与实验的有3名女性与2名男性研究生，分别担任插队者，另有观察者站在附近，负责记录队伍中人们对插队行为的身体语言、语言反应与非言语行为等。
为探究不同情境下人群对插队行为的应对机制，实验者还进行了条件操控：
有时由1人插队，有时为2人一同插队；

同时设置了“缓冲者”（buffers），即其他实验人员站在队伍中保持中立、不发声，以观察在场他人是否仍然会介入。这种设计使研究者得以探讨：制止插队的责任是否仅限于紧邻其后的人，或是否会在整个排队群体中扩散。
| 条件                 | 频率  |
| -------------------- | ----- |
| 两个入侵者且没有缓冲 | 91.3% |
| 一个入侵者且没有缓冲 | 54%   |
| 一个入侵者和两个缓冲 | 5.0%  |

| 条件       | 频率  |
| ---------- | ----- |
| 口头感叹词 | 21.7% |
| 非语言异议 | 14.7% |
| 身体动作   | 10%   |

总体而言，结果表明，当闯入者较多且缓冲较少时，排队中的其他人最常提出反对。非语言反对包括鄙视、敌视和手势。口头反对包括“不可能！队伍还在后面。我们都在等，还有火车要赶”。
正如米尔格拉姆在“地铁让座实验”中所报告的那样，在此次插队实验中，实验者同样经历了高度的负面情绪。多位实验参与者表示，在执行插队任务时，感到恶心、紧张不安，甚至很难鼓起“勇气”进入队伍。米尔格拉姆指出，这些情绪反应正构成一种“抑制性焦虑”（inhibitory anxiety），它在日常生活中通常能有效阻止个体打破社会规范。他认为，正是这种内在的心理约束机制，在维持排队秩序的完整性中起到了关键作用。

## 其他案例
社会科学研究者艾尔·巴比（Earl R. Babbie）曾要求其学生进行一项破坏性实验，内容是主动解决一些自己本不负责任的问题，例如在街道上捡垃圾、修理街头标识等。这些学生在执行任务时普遍感到强烈的自我意识（尴尬、不自然），并且遭遇了路人的负面反应。这显示出：“在正常情况下，人们并不被鼓励主动承担公共事务的责任。”
巴比指出，当旁观者看到有人在“修补”那些本不属于自己职责范围内的问题时，往往会产生负面情绪，甚至将利他行为视为对他人的越界干预。不过他也强调，这些反应常常源于错误的假设，一旦这些误解被澄清，人们的态度就会发生转变。例如，有学生在街上捡垃圾时，被旁人误以为是他造成了脏乱，或是被惩罚而被迫打扫卫生。这种误解会引发他人的不适或排斥。然而，当学生解释自己只是出于实验目的或公共关怀在做这件事时，很多旁观者不但停止了负面反应，甚至主动加入清理行动，与学生一同参与。

## 另请参阅
- 杏仁核劫持
- 社会实验